# 僧としてのレンブラントの息子ティトゥス
『僧としてのレンブラントの息子ティトゥス』（そうとしてのレンブラントのむすこティトゥス、蘭: Rembrandts zoon Titus in monniksdracht、英: Rembrandt’s Son Titus in a Monk’s Habit）は、17世紀オランダ黄金時代の巨匠レンブラント・ファン・レインが1660年にキャンバス上に油彩で制作した肖像画である。画家の息子ティトゥス・ファン・レインが19歳の時に描かれた。作品は1933年以来、アムステルダム国立美術館に所蔵されている。

## 来歴
1800年以降、本作はアレクサンドル・セルゲイヴィチ・ストロガノフのコレクションにあったが、1917年のロシア革命中にストロガノフ家より接収され、現在のプーシキン美術館 (モスクワ) に移された。その後、当時のソ連政府が国内の美術品を売却した際、本作は同じくレンブラントによる『聖ペテロの否認』とともにレンブラント協会（オランダの美術館の美術品購入に携わる芸術庇護者の協会）の援助でアムステルダム国立美術館に購入された。

## 作品

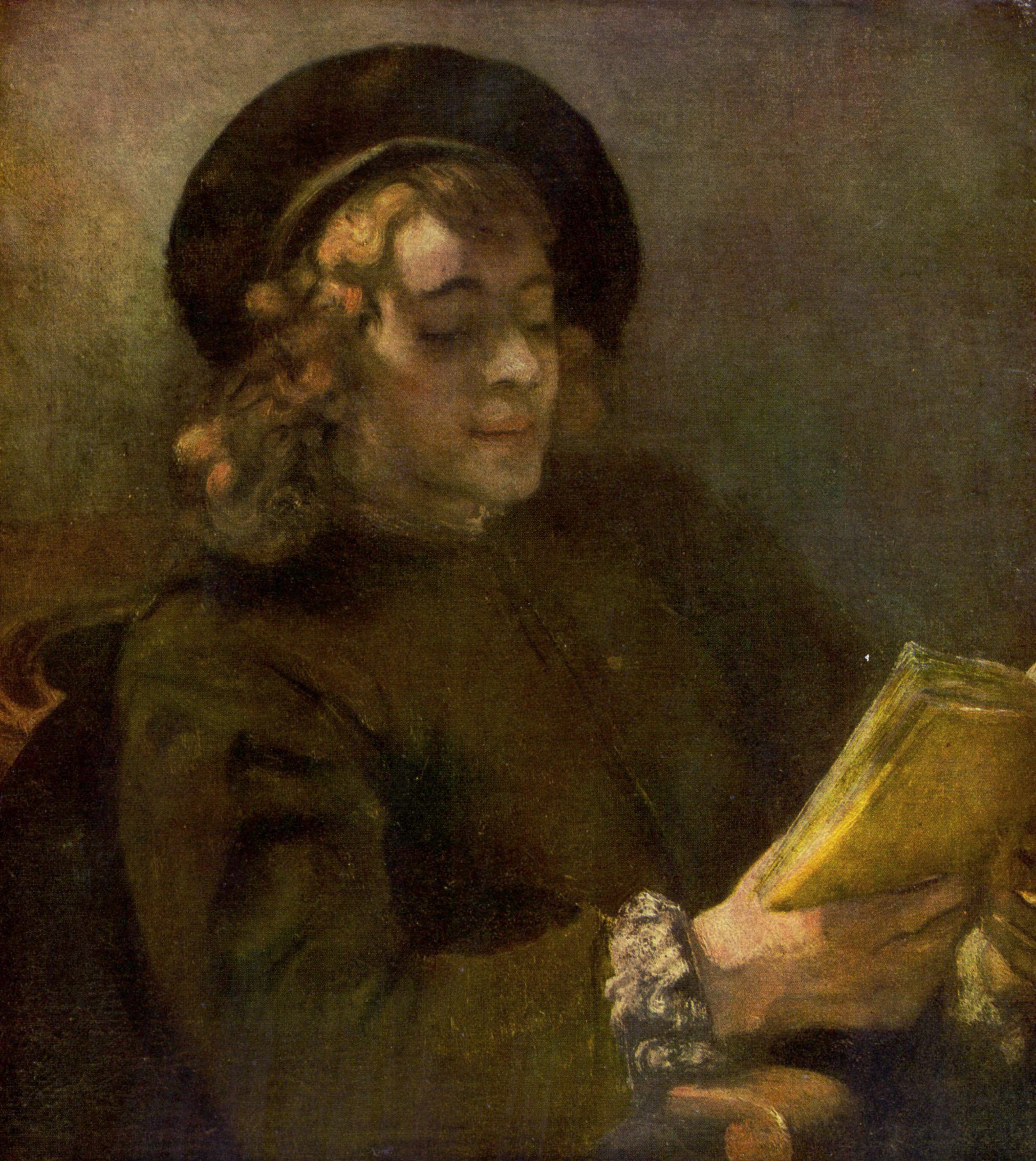
レンブラント 『読書するティトゥス』（1656-1657年） 美術史美術館、ウィーン

ティトゥスは、おそらくレンブラント自身から画家としての訓練を受けた。しかし、レンブラントの絵画において、息子のティトゥスは画家として表されてはいない。ティトゥスは、むしろ何かを書いたり、読んだり、話している姿で表される。また、彼は、歴史や聖書、神話を主題とするレンブラント作品でしばしば登場人物のモデルとなった。
本作のティトゥスは (フランシスコ会から分派した) カプチン・フランシスコ修道会派の修道士の衣服を身に着け、目をうつむけた姿で表されている。フランシスコ会の規則は清貧と謙遜を奨励したもので、それはティトゥスの僧衣と痩せた顔に見られる内省的な視線で示唆される。レンブラントは息子の顔にすべての注意を向けている一方で、岩や茂みのある背景は大まかに示しているにすぎない。
おそらくレンブラントはアッシジのフランチェスコを描こうとし、息子をモデルにしたのであろう。僧衣はまた、レンブラントにとって、絵画技術上の関心から選ばれたものでもあった。僧衣の厚い羊毛の感触を、彼は様々なニュアンスの茶色を用いて描き出す術を身に着けていたのである。しかしながら、ティトゥスが実際にカプチン会派の修道士であったわけではない。プロテスタントの国オランダで、レンブラントはカトリック教徒に囲まれていたが、ティトゥスをこのような修道士の姿で描くことにより、彼らに対する個人的共感を表したのである。